# Parahelicoprion
Genre
Parahelicoprion (qui signifie « Scie presque enroulée ») est un genre éteint de requins holocéphales à mandibule en forme de scie circulaire (Helicoprionidae) proche d’Helicoprion. Il a vécu au Permien basal (Assélien), il y a 298,9 à 295 Ma. Le genre a été décrit en 1924.

## Description
L'espèce type (Parahelicoprion clerci) mesure 12 mètres de la tête à la queue.